# 三氟乙酸
三氟乙酸（化学式：CF3COOH），缩写TFA，是乙酸的全氟衍生物，也是最简单的全氟羧酸类化合物。

## 性质
无色挥发性发烟液体，与乙酸气味类似，有吸湿性和刺激性臭味。与水、氟代烃、甲醇、乙醇、乙醚、丙酮、苯、四氯化碳、己烷混溶，可部分溶解二硫化碳和六碳以上烷烃，是蛋白质和聚酯的优良溶剂。受吸电子性的三氟甲基的影响而有强酸性。酸性比乙酸强十万倍。
能被硼氢化钠或氢化铝锂还原为三氟乙醛和三氟乙醇。在205℃以上稳定，酯类和酰胺类衍生物容易水解，因此能以酸或酸酐的形式，制取糖类、氨基酸和肽类衍生物。容易在五氧化二磷作用下脱水为三氟乙酸酐。在苯胺存在下分解为氟仿和二氧化碳。

## 制取
三氟乙酸有多种制取路线：
1、3,3,3-三氟丙烯经高锰酸钾氧化得到。
2、乙酸（或乙酰氯与乙酸酐）与氢氟酸、氟化钠等发生电化学氟化，然后水解得到。
{\displaystyle {\rm {\ CH_{3}COCl\ +\ 4HF\ \rightarrow CF_{3}COF\ +\ 3H_{2}\ +\ HCl}}}
{\displaystyle {\rm {\ CF_{3}COF\ +\ H_{2}O\ \rightarrow \ CF_{3}CO_{2}H\ +\ HF}}}
3、1,1,1-三氟-2,3,3-三氯丙烯被高锰酸钾氧化得到。此原料可通过六氯丙烯的Swarts氟化制取。
4、以2,3-二氯六氟-2-丁烯氧化制取。
5、由三氯乙腈与氟化氢反应生成三氟乙腈，进而水解得到。
6、由三氟甲苯经氧化而得。

## 用途

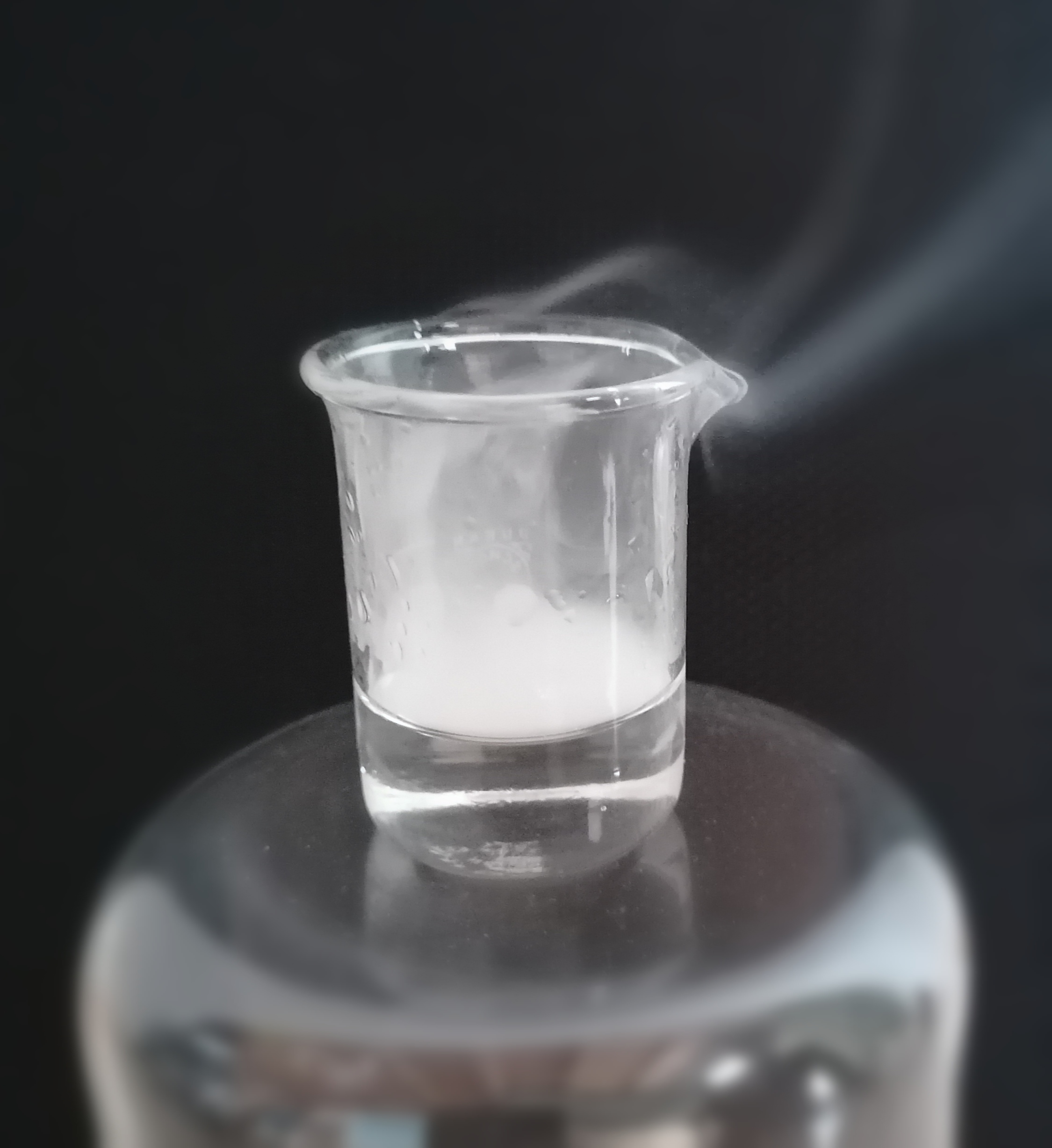
三氟乙酸与空气接触发烟

三氟乙酸可用作氟化、硝化和卤化反应的溶剂；有机氟化合物（杀虫剂、染料、化学试剂）的制取原料，酯化反应、聚合反应和缩合反应的催化剂，羟基和氨基的保护基，也用于多肽合成中除去氨基酸的叔丁氧羰基（t-boc）保护基。
三氟乙酸有很好的溶解力，也有无机酸一样的强酸性。与二硫化碳合用时，可以溶解蛋白质。
有时也可用三氟乙酸的盐。室温下三氟乙酸汞使氟苯起汞化反应（亲电取代），也可将腙转化为重氮化合物。三氟乙酸铅可将芳烃转化为酚。